# Cheirogaleus grovesi

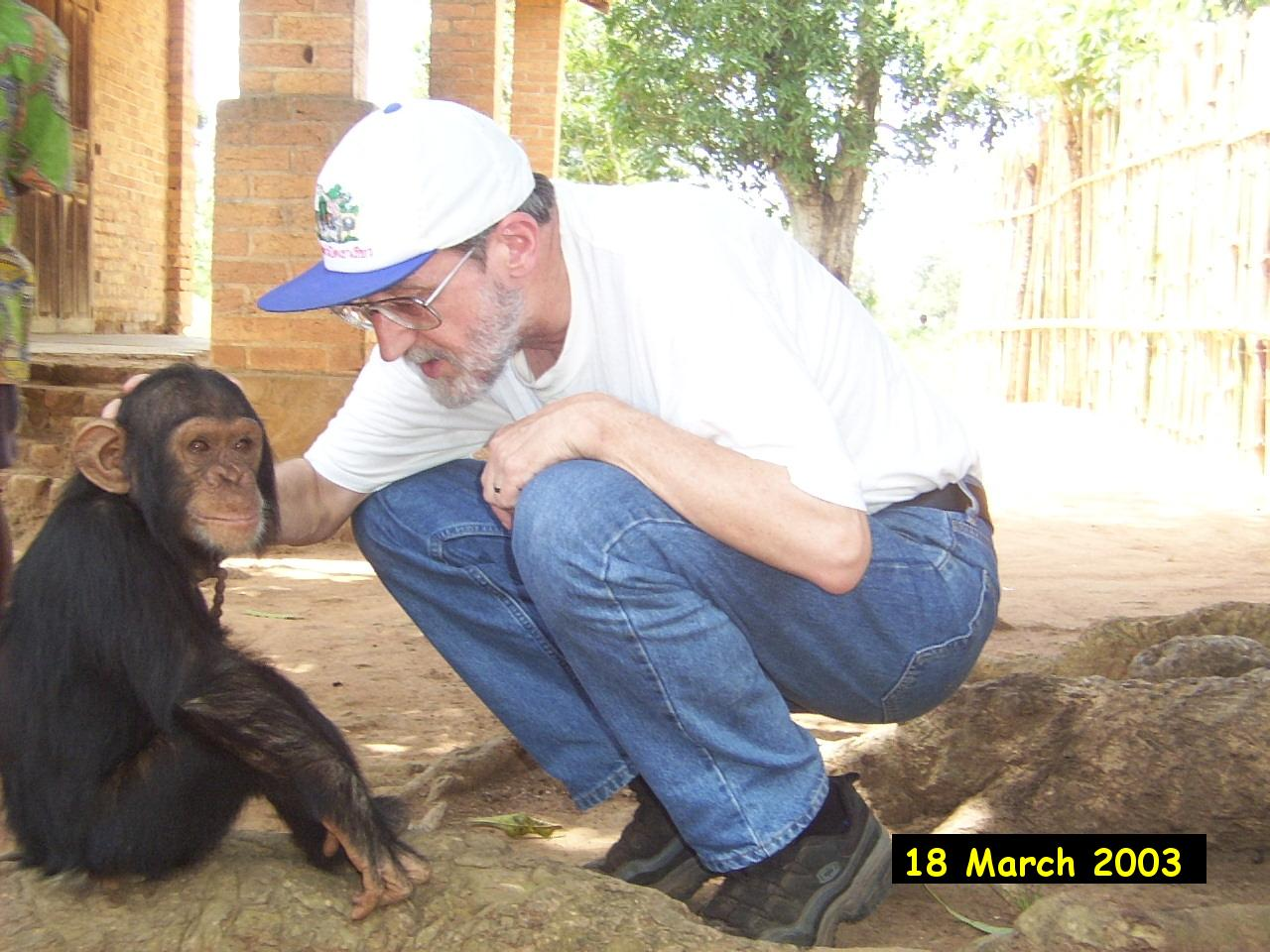
Шимпанзе и профессор Колин Гровс, в честь которого назван новый вид лемуров.

Cheirogaleus grovesi (лат.) — вид карликовых лемуров из  отряда приматов. Эндемик острова Мадагаскар.

## Распространение
Эндемик юго-востока Мадагаскара. Дождевые леса, 754—999 метров над уровнем моря.
Национальные парки Раномафана (горные дождевые леса) и Andringitra (луга и различные низменные и горные леса).

## Описание
Длина около 15 см, хвост — до 28 см, средний вес около 450 г. Основная окраска бурая. Глаза крупные чёрные, хвост длинный пушистый. Ночные древесные животные. Населяет влажные леса в восточной части Мадагаскара, питаются фруктами. Новый вид удалось открыть благодаря анализу митохондриальных и ядерных ДНК. Так как многие виды лемуров очень похожи внешне, поэтому анализ генома является самым надежным способом определения вида. В ходе исследования ученые сравнили новые образцы ДНК с собранными в 2014—2015 годах. Сравнивали нуклеотидные последовательности членов видовой группы C. crossleyi group (C. andysabini, C. crossleyi, C. lavasoensis и неназванного предположительно нового вида «CCS2»)..
Индивидуумы из этой клады впервые были подвергнуты генетическому анализу ещё в 1999 году и были обозначены как новые для науки виды в 2014 году, но формальное описание состоялось только в 2017 году.
Новый вид значительно крупнее других членов видовой группы C. crossleyi group. Охранный статус нового вида пока не определён, и хотя он найден в национальных парках, это ещё не гарантирует его сохранность, из-за продолжающейся вырубки лесов и охоты на острове.

## Этимология
Лемур был назван в честь австралийского зоолога и антрополога профессора Колина Гровса, крупнейшего современного приматолога, описавшего около 50 видов.